# Giuseppe Caruso (brigante)

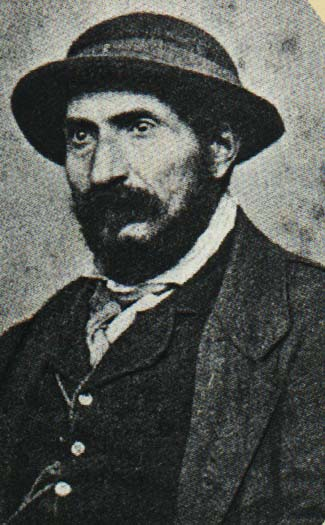
Giuseppe Caruso

Giuseppe Caruso, soprannominato Zi' Peppe (Atella, 18 dicembre 1816 – Atella, 7 agosto 1891), è stato un brigante italiano, tra i più distintivi del brigantaggio lucano. Assieme a Giovanni "Coppa" Fortunato e Ninco Nanco fu uno dei più spietati luogotenenti di Carmine Crocco ma, dopo essersi consegnato alle autorità italiane, fu anche uno dei responsabili della repressione del brigantaggio nel Vulture.

## Biografia

### Gli inizi e il brigantaggio
Prima di essere brigante, Caruso era un guardiano campestre dei Saraceno, nobile famiglia di Atella. Nell'aprile 1861, dopo aver sparato ad una guardia nazionale del suo paese, divenne latitante per evitare la fucilazione, formando una banda operante nella zona ofantina. Entrò nelle bande di Carmine Crocco e fu protagonista di vari scontri con la guardia nazionale e l'esercito italiano. Il 6 aprile 1862, la sua banda si scontrò nei pressi di Muro Lucano con delle truppe regolari, uccidendo nove fanti. Il 6 settembre dello stesso anno assieme a Crocco ed altri 200 briganti, attaccarono una masseria, derubando dieci tomoli di biada per i cavalli, venti grani e dieci panni del valore di venti ducati. Il brigante atellano fu anche uno degli artefici del massacro dei 15 cavalleggeri di Saluzzo e di altri 21 tra Melfi e Lavello. 
Stando a quanto affermato da Crocco, Caruso uccise 124 persone in circa quattro anni di latitanza e non risparmiava neanche contadini che gli fornivano aiuto se lo riteneva necessario per i suoi scopi. Interrogato sulle ragioni di ciò, egli rispose: «perché ero certo che la truppa trovando un morto si fermava ed io intanto avvantaggiava su essa mezz'ora di cammino».

### Il tradimento

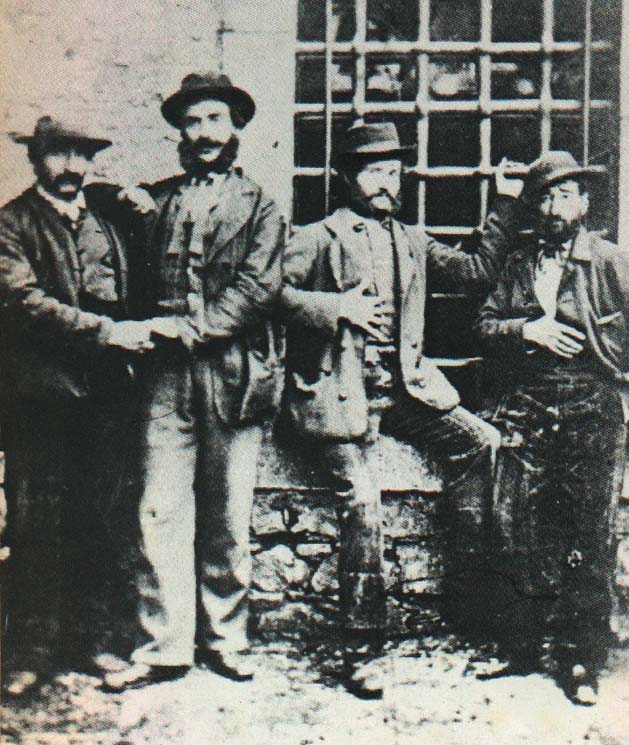
Caruso (il primo da sinistra) in carcere a Melfi

Caruso, a causa di attriti con Crocco in circostanze non chiare, abbandonò le bande e, convinto dalla famiglia Saraceno, si arrese al generale Fontana nel 1863 a Rionero. Imprigionato e interrogato nel carcere di Potenza, il brigante rivelò le loro strategie, i loro rifugi e i loro compromessi con alcuni possidenti e politici locali. Il rinnegamento aumentò ancor di più l'astio tra i due. Secondo le dichiarazioni di Caruso, Crocco avrebbe tentato di ucciderlo in carcere mandandogli del cibo avvelenato.
Il 5 ottobre 1863 il Tribunale Militare di Potenza lo condannò a sette anni di carcere come aveva chiesto il suo avvocato, una pena ridotta data la sua collaborazione con le autorità. Il 1º marzo 1864, ottenuto il permesso dal prefetto di uscire dal carcere, Caruso, assieme a De Vico, capitano dei Carabinieri di Potenza, colsero di sorpresa Crocco ed altri briganti. L'ormai ex brigante uccise due uomini ed un terzo lo portò al presidio militare di Rionero.
Dopo la costituzione delle Zone Militari di Melfi-Lacedonia e Bovino, Caruso fu poi affidato al generale Emilio Pallavicini, con il quale proseguì la sua attività repressiva contro i briganti. Durante la ricerca di Crocco, Caruso, con una mira impeccabile, sparò un colpo di carabina ad una distanza di 200 metri verso un brigante con le sembianze del suo ex comandante il quale, colpito in pieno volto, cadde al suolo. Avvicinatosi al cadavere, scoprì che si trattava di uno dei suoi uomini che aveva il suo stesso abbigliamento, un trucco per sviare la caccia delle autorità. Benché le bande del Vulture vennero sconfitte, Caruso e le truppe italiane non riuscirono mai a prendere Crocco, che riuscì a fuggire nello Stato Pontificio, dove verrà poi arrestato.

### Ultimi periodi
Il 7 aprile 1864, il direttore delle carceri di Potenza chiedeva la grazia sovrana per Caruso, per aver dato un grande contributo nella repressione del banditismo nel Vulture. Così, il 7 novembre 1864, il re Vittorio Emanuele II gliela concesse. Per il suo impegno, l'ex brigante ricevette vari privilegi e venne nominato brigadiere delle guardie forestali di Monticchio, all'età di 66 anni. Inoltre gli fu concesso di portare armi da fuoco, per mantenere l'ordine pubblico del suo paese e per difesa personale. Caruso morì ad Atella nel 1891, all'età di 74 anni.

## Filmografia
Giuseppe Caruso appare nelle seguenti opere mediatiche:
- Li chiamarono... briganti!, di Pasquale Squitieri (1999), interpretato da Ennio Coltorti.
- Il generale dei briganti, di Paolo Poeti (2012), interpretato da Massimiliano Dau.